# 高哲銘
高哲銘（希伯來語：‎, 1962年9月5日—）是一名以色列商人，是Infinity集团的创始人及管理合伙人。高哲銘曾在以色列空军服役，担任飞行员。
高哲铭本科毕业于海法大学，持有以色列特拉维夫大学工商管理硕士（MBA）学位。

## 早年
高哲銘1962年9月5日出生于以色列海法的一个犹太家庭，父母都是以色列理工学院的教授。成年后，高哲銘在以色列空军服役，曾加入特技飞行表演队。

## 商业生涯
服役七年后，高哲銘自以色列空军退役，回到家乡海法，就读海法大学，在此期间与母亲一同建立了两间公司。其后，他又在特拉维夫大学获得MBA学位。并曾在哈佛大学进修风险投资及私募产权投资课程。
高哲銘从海法大学取得了经济学及工商管理学理学学士学位，还从特拉维夫大学取得了MBA学位。后来他又在哈佛大学参加了风险投资及私募产权投资课程。高哲銘于1998年加入Infinity私募基金公司，并从2001年开始进入高层。

## 家庭生活
高哲銘的妻子Einat Maor是建筑设计师，于1969年出生于海法。他们有四个子女：Raz 高佑思 (1994出生), Amit (1996出生), Talia (1999出生) and Hila (2005出生)。平时，高哲銘有空都会陪孩子们踢足球。他把这看作可以让自己好好思考一下的时间。为了Infinity更好地在中国发展，高哲銘一家于2007年12月从以色列举家搬迁。